# Otrantói tengerzár

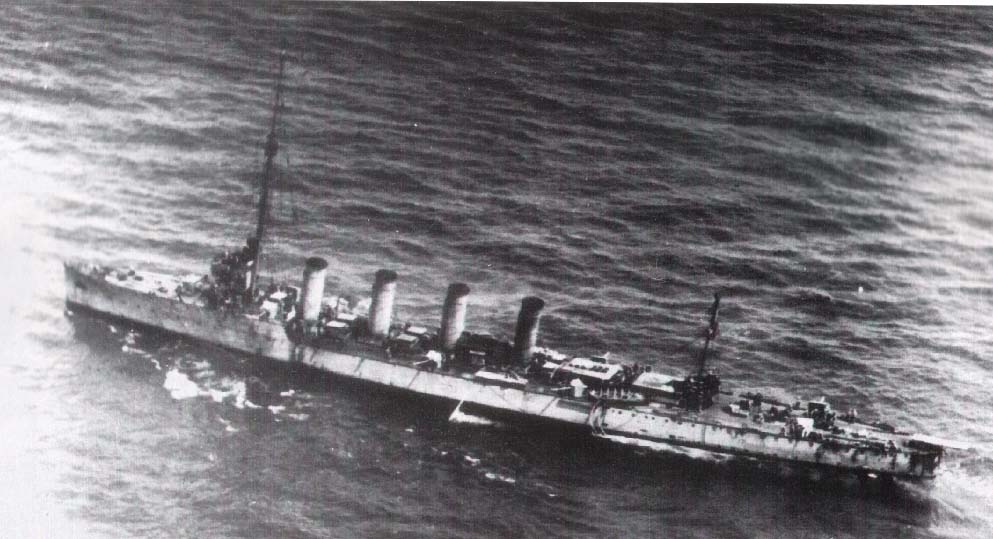
A sérült SMS Novara az otrantói csata után

Az otrantói tengerzár (németül Otranto-Sperre) egy az első világháborúban felállított tengeri blokád volt az Otrantói-szorosban, amit az antanthatalmak (főleg az olasz, francia, illetve brit haditengerészet) tartott fönt a központi hatalmak adriai flottája, főleg a tengeralattjárók ellen.

## Fekvése
A tengerzárat az Adriát a Jón-tengerrel összekötő Otrantói-szorosban építették ki, mivel itt volt a legszűkebb hajózóútvonal az Adriáról a Földközi-tenger felé. Mivel ekkoriban a mai Albánia területe olasz gyarmat volt, így a tengerszoros mindkét oldala az antant ellenőrzése alatt állt, ami megkönnyítette a szoros lezárását.

## Létrehozásának okai
Az otrantói tengerzár nem volt a szó minden értelmében valódi tengerzár. Az Otrantói-szorost ugyanis nem zárták le teljesen, hanem főleg tengeralattjárók elleni védőrendszert építettek ki. A védvonal kiépítése fokozatosan történt, aminek nagy lökést adott a Dardanellák ostrománál történt antant hajóveszteség, aminek jelentős részét a vasúton Németországból Pólába szállított német U-Bootok okoztak. Továbbá az Osztrák–Magyar Monarchia flottája is egyre több tengeralattjárót juttatott át a szoroson, sőt, felszíni hajók is átjutottak, nem csekély szerepet szánva a Monarchia balkáni frontján zajló sikereknek, hiszen számos utánpótlás szállító hajót is a tenger fenekére küldtek. A tengerzár kiépítése csupán 1916-ra fejeződött be, mikor is a védőlánc elérte az olasz keleti partoknál fekvő Otranto városát.

## Technikai részletek
Mivel az átjáró legkeskenyebb részén kb. 70 km széles volt, és nyilvánvalóan a part menti vizek tengeralattjárók számára nem voltak használhatóak, így a szoros ellenőrzése nem túl nagy területre terjedt ki. Komolyabb kiépítése 1917-re történt meg, mikorra is a központi hatalmak legyőzték Szerbiát, illetve a francia hajóhad többé már nem kívánt az Adrián beavatkozni a veszteségek miatt. A védővonal többfajta egységből állt, úgymint az olasz és albán partokon felállított lehallgató- és mikrofonberendezések, őrjáratozó antant hadihajók, illetve a tengeralattjárók ellen hálókat vontató gőzösök, illetve telepített aknák. A vontatóhajók mindegyike rádióval, illetve némi fegyverzettel is el voltak látva. Így szükség esetén azonnal értesíthették a közelben állomásozó antant egységeket. Csúcspontját 1918-ra érte el, mikor is már 150 darab hálóvontató és megfigyelő hajó húzott 60 méter mélységig hatásos, érintőaknákkal ellátott hálót a búvárnaszádok ellen. Ezenkívül fix védelmi egységeket is telepítettek, az olaszországi Leuca-foktól keleti irányba Fano felé 31 km-es szakaszon szilárd védelmi hálót építettek ki. Ennek mélysége 10 és 60 méter között ingadozott, szintén aknákkal ellátva.

## A tengerzár védelmét ellátó mobil erők
Mivel önmagában a hálót vontató halászgőzösök nem képviseltek érdemi tűzerőt, és a központi hatalmak flottája rendszeresen támadta a vonalat, így az antant arra kényszerült, hogy a vonalat egyre délebbre alakítsa ki, illetve egyre komolyabb erejű egységeket kellett a térségbe vezényelnie, ami miatt az Adria északi felén a Monarchia hajói egyre nagyobb szabadsággal mozoghattak.
Összességben igen jelentős, a Monarchia flottájának teljes erejét meghaladó egységek állomásoztak a közelben, főleg Brindisi hadikikötőjében. 16 cirkáló (ebből 12 olasz, 4 brit), 50 körüli romboló (brit, francia, olasz), 20 tengeralattjáró (7-7 brit és francia és 6 olasz), valamint 220 vadászgép (ebből 36 amerikai), valamint 2000 telepített akna Durazzo és a Cattarói-öböl előtt. Ezen kívül még 36 amerikai tengeralattjáró-vadász, 40 motorcsónak és egy jacht.

## Csaták a szorosban
A Császári és Királyi Haditengerészet már kezdettől fogva próbálta a tengerzár gyengéjét kipuhatolni, az ellen támadásokat intézni. A Földközi-tenger térségében az első világháború során itt folyt a legtöbb és legnagyobb tengeri csata.
- 1915. december 29./30-án az SMS Balaton és az SMS Csepel elsüllyesztette a francia Monge tengeralattjárót a szorosban. Az időközben Durazzo kikötőjébe behatoló osztrák-magyar egységet heves támadás érte, több órás harcban elsüllyedt két romboló a Monarchia részéről, de Seitz sorhajókapitány egy ügyes manőverrel megmentette megmaradt hajóit az óriási túlerőben lévő ellenségtől.
- 1916. május 31./június 1-jén a SMS Orjen, a Balaton rombolók, valamint a 77T, 79T, 81T torpedónaszádok bevetésében az Orjen elsüllyesztette a Beneficient angol őrhajót.
- 1916. július 8./9-én a Novara és 73F, 54T, 87 F torpedóhajók elsüllyesztették a brit Astrum Spei, Clavis gőzösöket.
- 1917. április 22./23-án a 84F, 92F, 94F, 100M torpedónaszádok elsüllyesztették az olasz Japigia gőzöst

- 1917. május 14./15-én a Monarchia és Olaszország legnagyobb csatáját vívta a szorosban, ahol is elsüllyedt 2 antant romboló, 12 őrhajó, 2 teherhajó, valamint súlyosan megrongálódott egy cirkáló, és 10 őrhajó. A Monarchia két cirkálójában közepes kár keletkezett.
- 1918. június 9-én a szoros felé tartó SMS Szent István csatahajót egy olasz torpedónaszád elsüllyesztette, így lefújták a tervezett támadóakciót. Amennyiben ez megvalósult volna, ez lett volna a mediterrán térség talán legnagyobb tengeri csatája.

## Fordítás
- Ez a szócikk részben vagy egészben az Otranto-Sperre című német Wikipédia-szócikk ezen változatának fordításán alapul.  Az eredeti cikk szerkesztőit annak laptörténete sorolja fel. Ez a jelzés csupán a megfogalmazás eredetét és a szerzői jogokat jelzi, nem szolgál a cikkben szereplő információk forrásmegjelöléseként.